# Людвінув (гміна Дорогуськ)
Людвінув (пол. Ludwinów) — село в Польщі, у гміні Дорогуськ Холмського повіту Люблінського воєводства.
Населення — 121 особа (2011).
У 1975-1998 роках село належало до Холмського воєводства.

## Демографія
Демографічна структура станом на 31 березня 2011 року:
|          | Загалом | Допрацездатний вік | Працездатний вік | Постпрацездатний вік |
| -------- | ------- | ------------------ | ---------------- | -------------------- |
| Чоловіки | 56      | 5                  | 47               | 4                    |
| Жінки    | 65      | 11                 | 34               | 20                   |
| Разом    | 121     | 16                 | 81               | 24                   |